# المعز علي
المعز علي زين العابدين عبد الله (مواليد 19 أغسطس 1996) هو لاعب كرة قدم قطري يلعب في مركز الهجوم مع نادي الدحيل القطري والمنتخب القطري.
المعز كان لاعبًا في تشكيلة منتخب قطر التي فازت بكأس آسيا 2019. يحمل الرقم القياسي لأكثر عدد من الأهداف في نسخة واحدة من كأس آسيا، حيث سجل تسعة أهداف في نسخة 2019.

## مسيرته الكروية
بدأ علي اللعب مع نادي مسيمير عندما كان في السابعة من عمره، ثم انتقل إلى أكاديمية أسباير وقضى فترة الشباب مع نادي لخويا.
في يوليو 2015، انضم علي إلى الفريق الأول لنادي لاسك لينتس النمساوي. وسجّل هدفه الأول والوحيد مع الفريق الأول في 27 نوفمبر 2015 ضد فلويدسدروفر. في يناير 2016، غادر النادي لينضم إلى كولتورال ديبورتيفا ليونيسا. في 3 أبريل 2016، سجل أول هدف له مع ليونيسا وكان هدف المباراة الوحيد أمام أراندينا، ليصبح أول لاعب قطري يسجل في إحدى الدوريات الإسبانية.
عاد علي إلى نادي شبابه السابق لخويا لموسم 2016–17. سجّل هدفه الأول مع النادي في 27 سبتمبر 2016 في فوز 5–4 ضد معيذر. شارك في 25 مباراة وسجل 8 أهداف، بالإضافة إلى تمريرة لثمان تمريرات حاسمة وحصل على جائزة أفضل لاعب تحت 23 سنة في الموسم حيث فاز ناديه بدوري نجوم قطر.
في الموسم التالي، كان المعز علي جزءًا من الدحيل الذي أعيد تسميته حديثًا، حيث تم دمج ناديه السابق مع الجيش، وكان جزءًا من الفريق الذي فاز بلقب الدوري بدون هزيمة.

## مسيرته الدولية

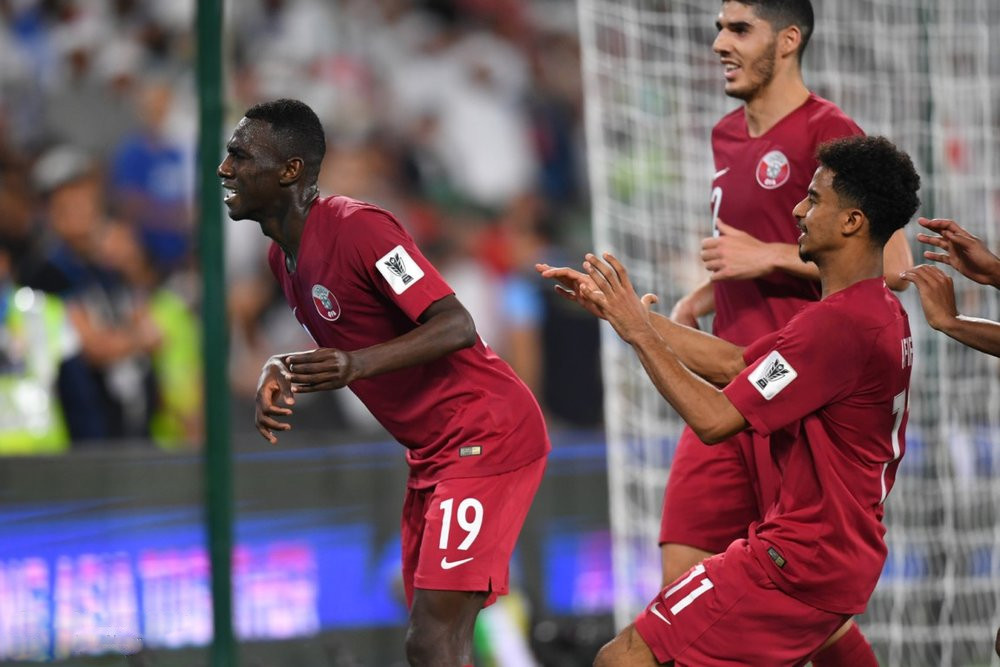
مباراة قطر والإمارات العربية المتحدة في نصف نهائي كأس آسيا 2019

في عام 2014، كان علي جزءًا من منتخب قطر تحت 19 الذي فاز ببطولة آسيا تحت 19 سنة لعام 2014. في عام 2015، كان جزءًا من منتخب قطر تحت 20 الذي شارك في كأس العالم تحت 20 سنة. لعب في مباريات المجموعات الثلاث، لكن قطر لم تتأهل إلى مرحلة خروج المغلوب.
في 8 أغسطس 2016، شارك المعز في أول مباراة رسمية له مع المنتخب القطري، حيث دخل كبديل في مباراة الفوز 2–1 على العراق. علاوة على ذلك، كان هداف بطولة آسيا تحت 23 سنة لعام 2018 برصيد 6 أهداف، ولعب دوراً أساسياً في حصول قطر على المركز الثالث في البطولة.

### كأس آسيا
تم اختيار علي ضمن تشكيلة قطر النهائية المشاركة في كأس آسيا 2019. سجل هدف في أول مباراة له في دور المجموعات ضد لبنان. في المباراة التالية ضد كوريا الشمالية، سجل سوبر هاتريك «4 أهداف» خلال 51 دقيقة، ليصبح ثاني أسرع لاعب يسجل سوبر هاتريك بعد الإيراني علي دائي الذي سجل أربعة أهداف في 23 دقيقة أمام كوريا الجنوبية في كأس آسيا 1996.
في المباراة الأخيرة في دور المجموعات ضد السعودية سجل المعز هدفي منتخبه ليفوز منتخبه في المباراة بنتيجة 2–0، ويتأهل إلى دور الستة عشر كمتصدر للمجموعة. وبذلك أصبح حامل الرقم القياسي بعدد الأهداف في دور المجموعات في كأس آسيا بالشراكة مع علي دائي من إيران وتشوي سون–هو من كوريا الجنوبية وناوهيرو تاكاهارا من اليابان. كما حطم الرقم القياسي الذي كان يحمله منصور مفتاح بخمسة أهداف مع قطر في كأس آسيا.
في نصف النهائي ضد االإمارات، سجل المعز هدفه الثامن في البطولة بفوزه 4–0، معادلاً الرقم الذي حققه علي دائي في عام 1996 كأكثر لاعب سجل أهداف في نسخة واحدة من كأس آسيا. حطم هذا الرقم القياسي في المباراة التالية بعد تسجيله الهدف الافتتاحي بركلة مقصية في المباراة النهائية لكأس آسيا 2019 ضد اليابان.

### كوبا أمريكا 2019
في 16 يونيو 2019، سجل المعز في تعادل قطر 2–2 مع باراغواي في بطولة كوبا أمريكا 2019.

### كأس الكونكاكاف الذهبية 2021
تم ضم المعز إلى تشكيلة قطر المشاركة في كأس الكونكاكاف الذهبية 2021.

## الإحصائيات

### الأهداف الدولية
قائمة الأهداف والنتائج مع منتخب قطر الأول.
| #  | التاريخ        | المكان                                       | الخصم                    | الهدف | النتيجة | المسابقة                    |
| -- | -------------- | -------------------------------------------- | ------------------------ | ----- | ------- | --------------------------- |
| 1  | 5 أكتوبر 2017  | ملعب جاسم بن حمد، الدوحة، قطر                | سنغافورة                 | 1–0   | 3–1     | ودية                        |
| 2  | 5 أكتوبر 2017  | ملعب جاسم بن حمد، الدوحة، قطر                | سنغافورة                 | 2–0   | 3–1     | ودية                        |
| 3  | 14 ديسمبر 2017 | ملعب حمد بن خليفة، الدوحة، قطر               | ليختنشتاين               | 1–0   | 1–2     | ودية                        |
| 4  | 23 ديسمبر 2017 | ملعب نادي الكويت، مدينة الكويت، الكويت       | اليمن                    | 3–0   | 4–0     | كأس الخليج العربي 23        |
| 5  | 26 ديسمبر 2017 | ملعب نادي الكويت، مدينة الكويت، الكويت       | العراق                   | 1–0   | 1–2     | كأس الخليج العربي 23        |
| 6  | 7 سبتمبر 2018  | استاد خليفة الدولي، الدوحة، قطر              | الصين                    | 1–0   | 1–0     | ودية                        |
| 7  | 11 سبتمبر 2018 | استاد خليفة الدولي، الدوحة، قطر، الدوحة، قطر | فلسطين                   | 1–0   | 3–0     | ودية                        |
| 8  | 12 أكتوبر 2018 | ملعب جاسم بن حمد، الدوحة، قطر                | الإكوادور                | 2–0   | 4–3     | ودية                        |
| 9  | 12 أكتوبر 2018 | ملعب جاسم بن حمد، الدوحة، قطر                | الإكوادور                | 4–1   | 4–3     | ودية                        |
| 10 | 23 ديسمبر 2018 | استاد خليفة الدولي، الدوحة، قطر، الدوحة، قطر | الأردن                   | 1–0   | 2–0     | ودية                        |
| 11 | 9 يناير 2019   | ملعب هزاع بن زايد، العين، الإمارات           | لبنان                    | 2–0   | 2–0     | كأس آسيا 2019               |
| 12 | 13 يناير 2019  | ملعب خليفة بن زايد، العين، الإمارات          | كوريا الشمالية           | 1–0   | 6–0     | كأس آسيا 2019               |
| 13 | 13 يناير 2019  | ملعب خليفة بن زايد، العين، الإمارات          | كوريا الشمالية           | 2–0   | 6–0     | كأس آسيا 2019               |
| 14 | 13 يناير 2019  | ملعب خليفة بن زايد، العين، الإمارات          | كوريا الشمالية           | 4–0   | 6–0     | كأس آسيا 2019               |
| 15 | 13 يناير 2019  | ملعب خليفة بن زايد، العين، الإمارات          | كوريا الشمالية           | 5–0   | 6–0     | كأس آسيا 2019               |
| 16 | 17 يناير 2019  | مدينة زايد الرياضية، أبو ظبي، الإمارات       | السعودية                 | 1–0   | 2–0     | كأس آسيا 2019               |
| 17 | 17 يناير 2019  | مدينة زايد الرياضية، أبو ظبي، الإمارات       | السعودية                 | 2–0   | 2–0     | كأس آسيا 2019               |
| 18 | 29 يناير 2019  | ستاد محمد بن زايد، أبو ظبي، الإمارات         | الإمارات العربية المتحدة | 2–0   | 4–0     | كأس آسيا 2019               |
| 19 | 1 فبراير 2019  | ملعب مدينة زايد الرياضية، أبو ظبي، الإمارات  | اليابان                  | 1–0   | 3–1     | كأس آسيا 2019               |
| 20 | 16 يونيو 2019  | ملعب ماراكانا، ريو دي جانيرو، البرازيل       | باراغواي                 | 2–1   | 2–2     | كوبا أمريكا 2019            |
| 21 | 5 سبتمبر 2019  | ملعب جاسم بن حمد، الدوحة، قطر                | أفغانستان                | 1–0   | 6–0     | تصفيات كأس العالم 2022      |
| 22 | 5 سبتمبر 2019  | ملعب جاسم بن حمد، الدوحة، قطر                | أفغانستان                | 2–0   | 6–0     | تصفيات كأس العالم 2022      |
| 23 | 5 سبتمبر 2019  | ملعب جاسم بن حمد، الدوحة، قطر                | أفغانستان                | 5–0   | 6–0     | تصفيات كأس العالم 2022      |
| 24 | 16 أكتوبر 2019 | استاد الجنوب، الوكرة، قطر                    | عمان                     | 2–1   | 2–1     | تصفيات كأس العالم 2022      |
| 25 | 29 نوفمبر 2019 | استاد خليفة الدولي، الدوحة، قطر، الدوحة، قطر | اليمن                    | 3–0   | 6–0     | كأس الخليج العربي 24        |
| 26 | 12 أكتوبر 2020 | مجمع ماردان الرياضي، أكسو، تركيا             | غانا                     | 1–1   | 1–5     | ودية                        |
| 27 | 17 نوفمبر 2020 | بي أس أف زد-أرينا، ماريا انزرسدورف، أستراليا | كوريا الجنوبية           | 1–1   | 1–2     | ودية                        |
| 28 | 4 ديسمبر 2020  | ملعب جاسم بن حمد، الدوحة، قطر                | بنغلاديش                 | 3–0   | 5–0     | تصفيات كأس العالم 2022      |
| 29 | 4 ديسمبر 2020  | ملعب جاسم بن حمد، الدوحة، قطر                | بنغلاديش                 | 4–0   | 5–0     | تصفيات كأس العالم 2022      |
| 30 | 4 يوليو 2021   | ملعب ألدو دروسينا، بولا، كرواتيا             | السلفادور                | 1–0   | 1–0     | ودية                        |
| 31 | 13 يوليو 2021  | ملعب بي في أي، هيوستن، الولايات المتحدة      | بنما                     | 2–1   | 3–3     | كأس الكونكاكاف الذهبية 2021 |
| 32 | 17 يوليو 2021  | ملعب بي في أي، هيوستن، الولايات المتحدة      | غرينادا                  | 4–0   | 4–0     | كأس الكونكاكاف الذهبية 2021 |

## الإنجازات

### النادي
الدحيل
- دوري نجوم قطر: 2016–17، 2017–18، 2019–20
- كأس الأمير: 2018، 2019
- كأس قطر: 2018

### المنتخب
قطر
- كأس آسيا: 2019
- بطولة اتحاد غرب آسيا: 2014

قطر تحت 19 سنة
- بطولة آسيا للشباب تحت 19 سنة: 2014

### الفردية
- الحذاء الذهبي في بطولة آسيا تحت 23 عاما: 2018 (6 أهداف)
- الحذاء الذهبي في كأس آسيا: 2019 (9 أهداف، رقم قياسي)
- أفضل لاعب في كأس آسيا: 2019
- فريق البطولة في كأس آسيا: 2019[32]
- فريق العقد لآسيا من الاتحاد الدولي لتاريخ وإحصاءات كرة القدم 2011–2020[33]

## وصلات خارجية
- المعز علي على موقع الاتحاد الأوربي (الإنجليزية)
- المعز علي على موقع الاتحاد الآسيوي (الإنجليزية)
- المعز علي على موقع قاعدة بيانات كرة القدم.إي يو (الإنجليزية)
- المعز علي على موقع ليكيب (الفرنسية)
- المعز علي على موقع ناشيونال فوتبول تيمز (الإنجليزية)
- المعز علي على موقع Soccerway.com (الإنجليزية)
- المعز علي على موقع عالم كرة القدم.نت (الإنجليزية)